# Gefallenen-Ehrenmal (Wittlaer)
Koordinaten: 51° 19′ 15,6″ N, 6° 44′ 19″ O

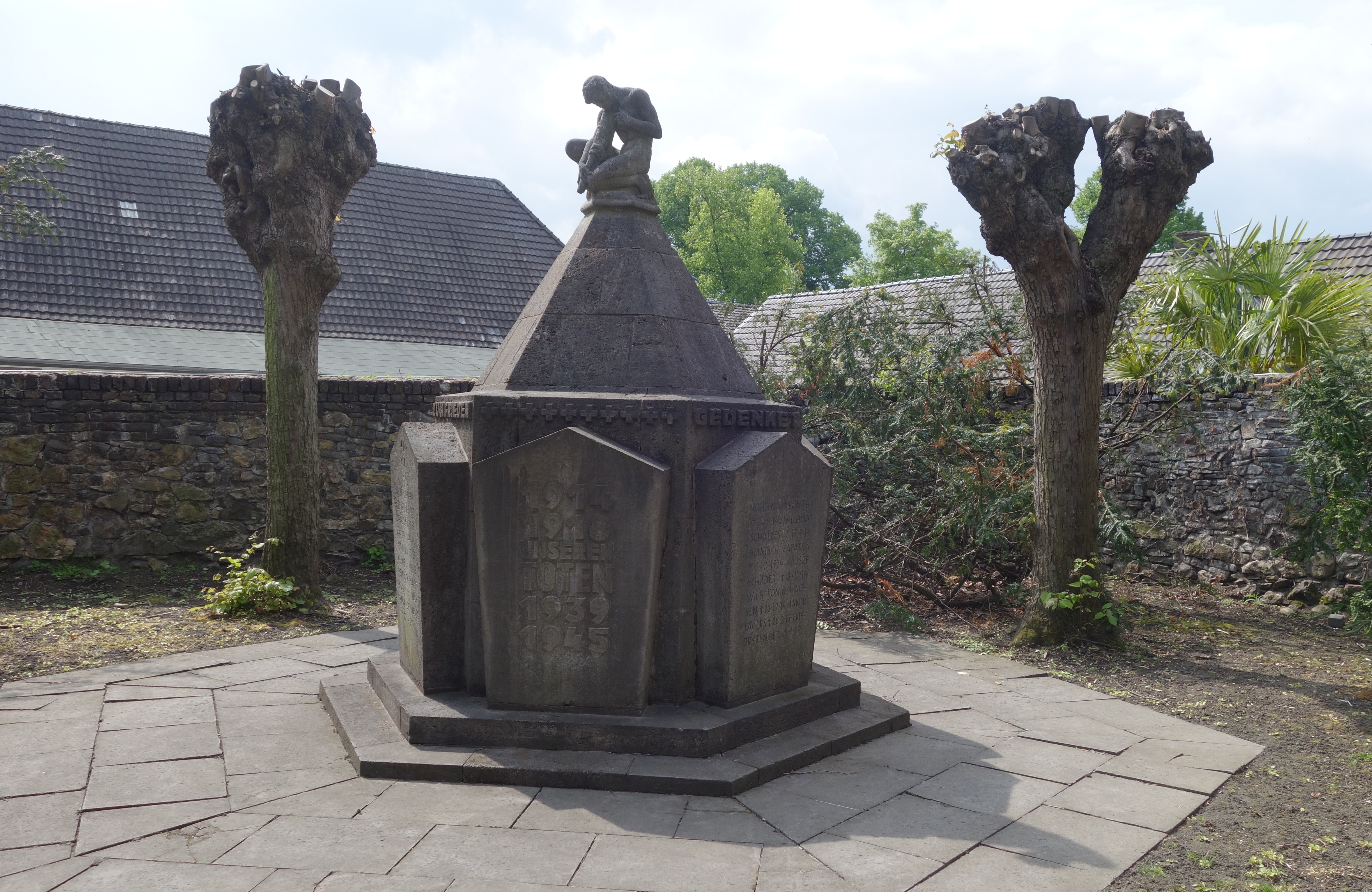
Das Gefallenen-Ehrenmal in Wittlaer

Das Gefallenen-Ehrenmal im Düsseldorfer Stadtteil Wittlaer wurde 1922 errichtet. Es erinnert an die Gefallenen im Ersten und Zweiten Weltkrieg.

## Lage
Das Ehrenmal steht in Wittlaer, einem Stadtteil im Norden der Landeshauptstadt Düsseldorf, der zum Stadtbezirk 5 gehört. Der Standort des Denkmals gehört zum Gelände der katholischen Kirche St. Remigius, einer romanischen Basilika aus dem 12. oder 13. Jahrhundert. Circa 100 Meter westlich des Ehrenmals fließt der Rhein, dort befindet sich auch die Mündung des Schwarzbachs.

## Baugeschichte
Das Kenotaph wurde 1922 in Erinnerung an die im Ersten Weltkrieg gefallenen Soldaten aus Wittlaer und den angrenzenden Stadtteilen errichtet. Die expressionistische Gestaltung folgte Plänen des Düsseldorfer Architekten Fritz Becker. Die Umsetzung verantwortete der Duisburger Bildhauer Ferdinand Heseding, zu dessen Arbeiten mehrere Kriegerdenkmäler in Düsseldorf und Duisburg zählen. Nach dem Ende des Zweiten Weltkriegs wurden die Inschriften auf dem Denkmal verändert, sodass das Denkmal daraufhin auch der Erinnerung an die Gefallenen im Zweiten Weltkrieg diente. Bis heute ist das Ehrenmal Teil des Brauchtums und der lokalen Erinnerungskultur. So finden anlässlich des Volkstrauertags und im Rahmen des Schützenfests im Ort regelmäßig Kranzniederlegungen an dem Ehrenmal statt. Seit dem 18. Februar 1986 ist das Ehrenmal von der Stadt Düsseldorf als Baudenkmal geschützt.

## Gestaltung

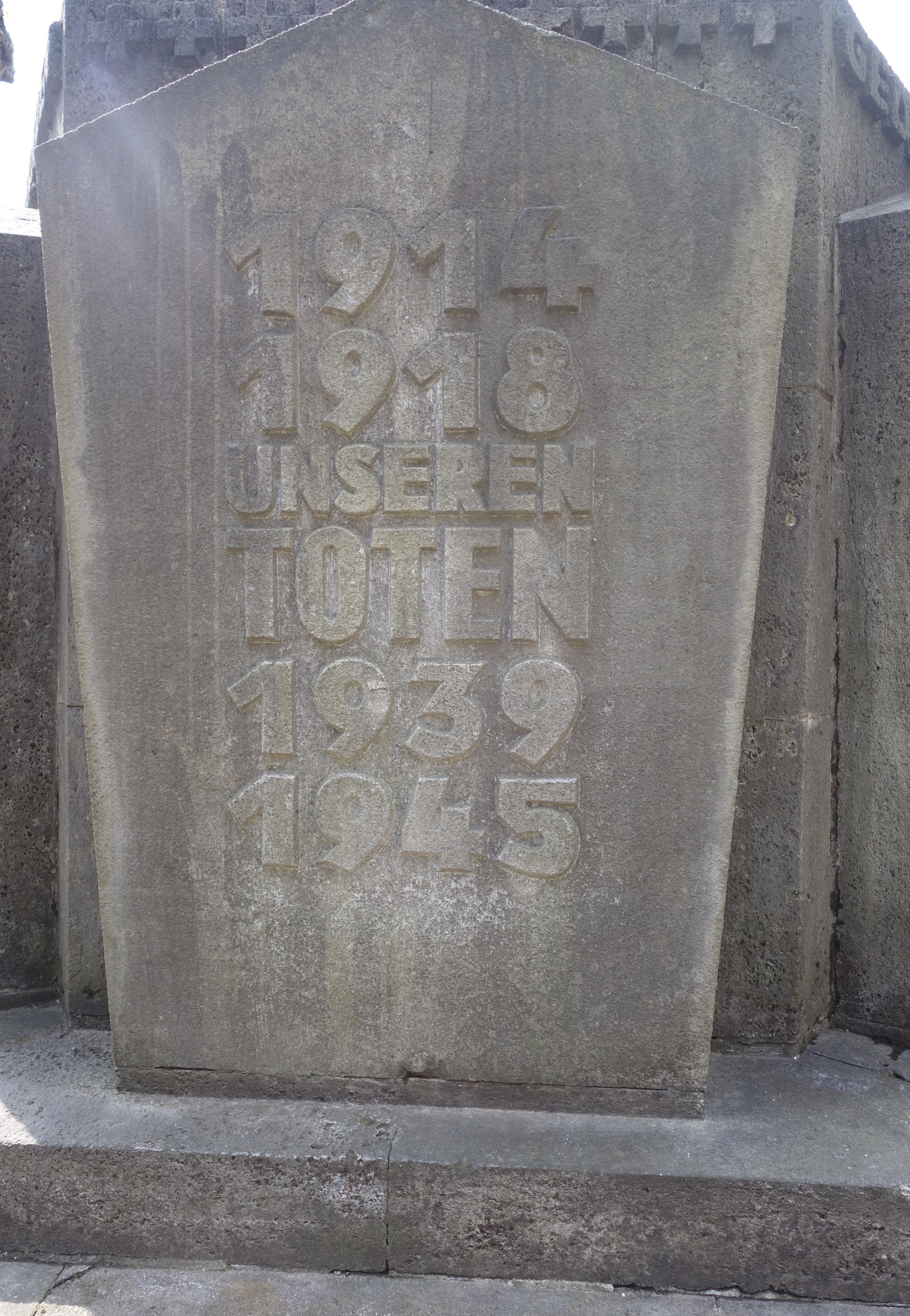
Frontalansicht einer der seitlichen Steintafeln

Das Ehrenmal liegt in einer Grünanlage und ist von Bäumen mit Kopfschnitt umgeben. Es fußt auf einer sechseckigen gepflasterten Fläche und einem zweistufigen Sockel, über dem sich ein sechseckiger Pavillon als Zentralbau erhebt. An jeder der sechs Seiten des Postaments ist eine Steintafel mit Inschriften angebracht, wobei eine der Tafeln folgende Inschrift zeigt:
Auf den Tafeln an den übrigen Seiten sind die Namen und Todestage von Gefallenen aus beiden Weltkriegen verzeichnet. Oberhalb dieser Steintafeln verläuft ein umlaufendes Spruchband, das die Absicht des Denkmals erläutert:
Das Ehrenmal ist in Muschelkalk ausgeführt. Dessen oberen Teil bildet eine Pyramide, auf deren Spitze die Skulptur eines sterbenden Soldats mit einer Fahne in seiner Hand zu erkennen ist.

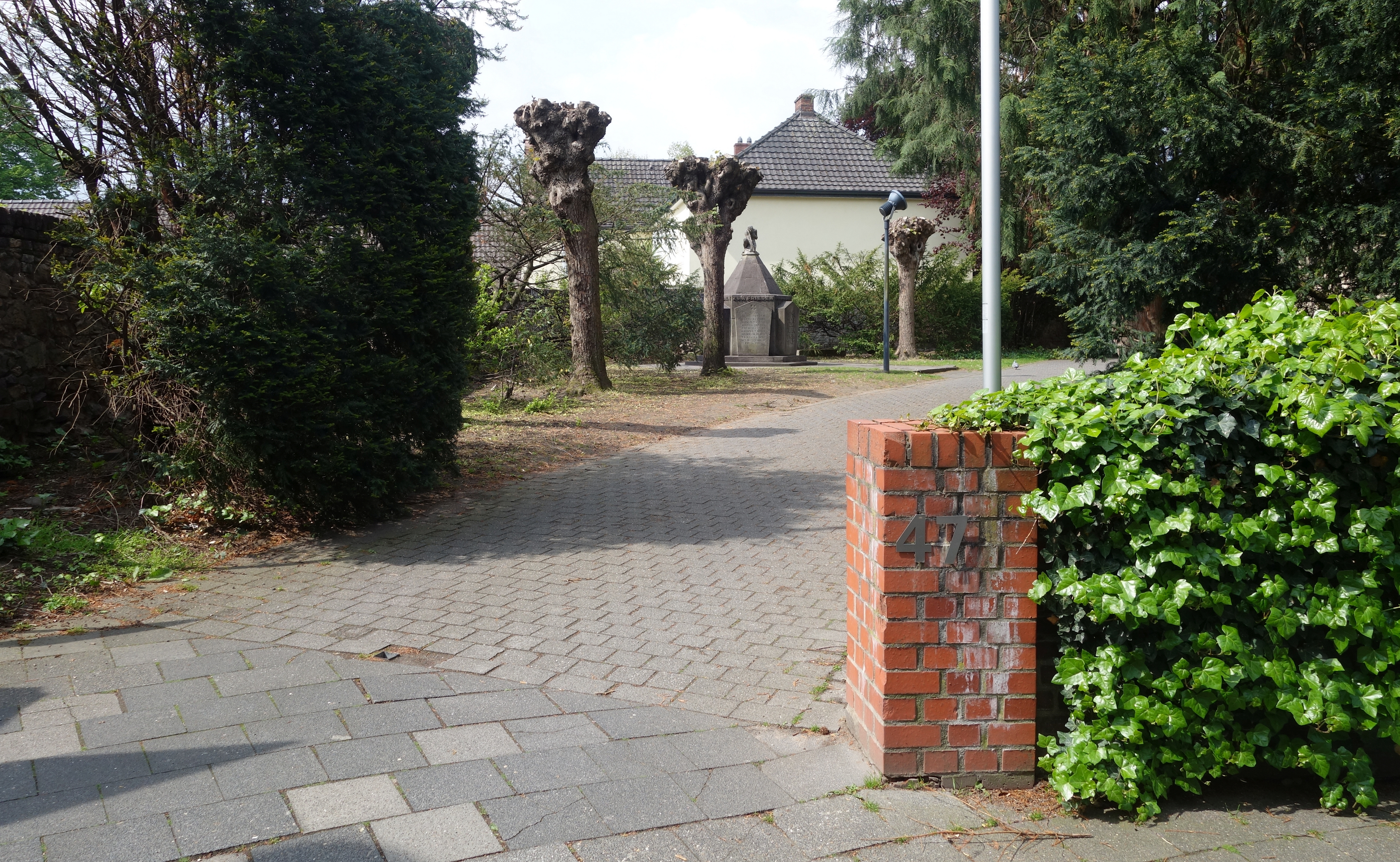
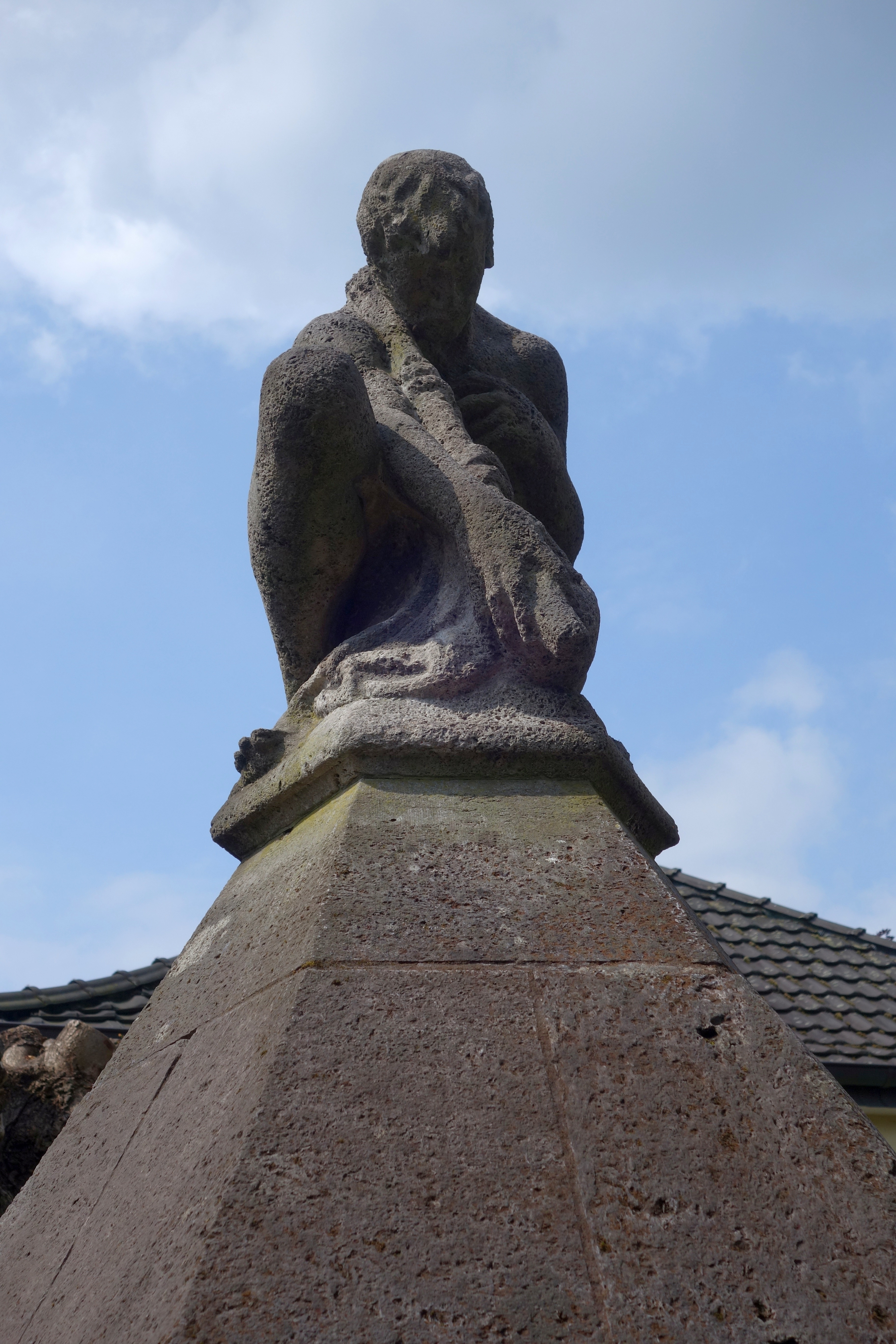
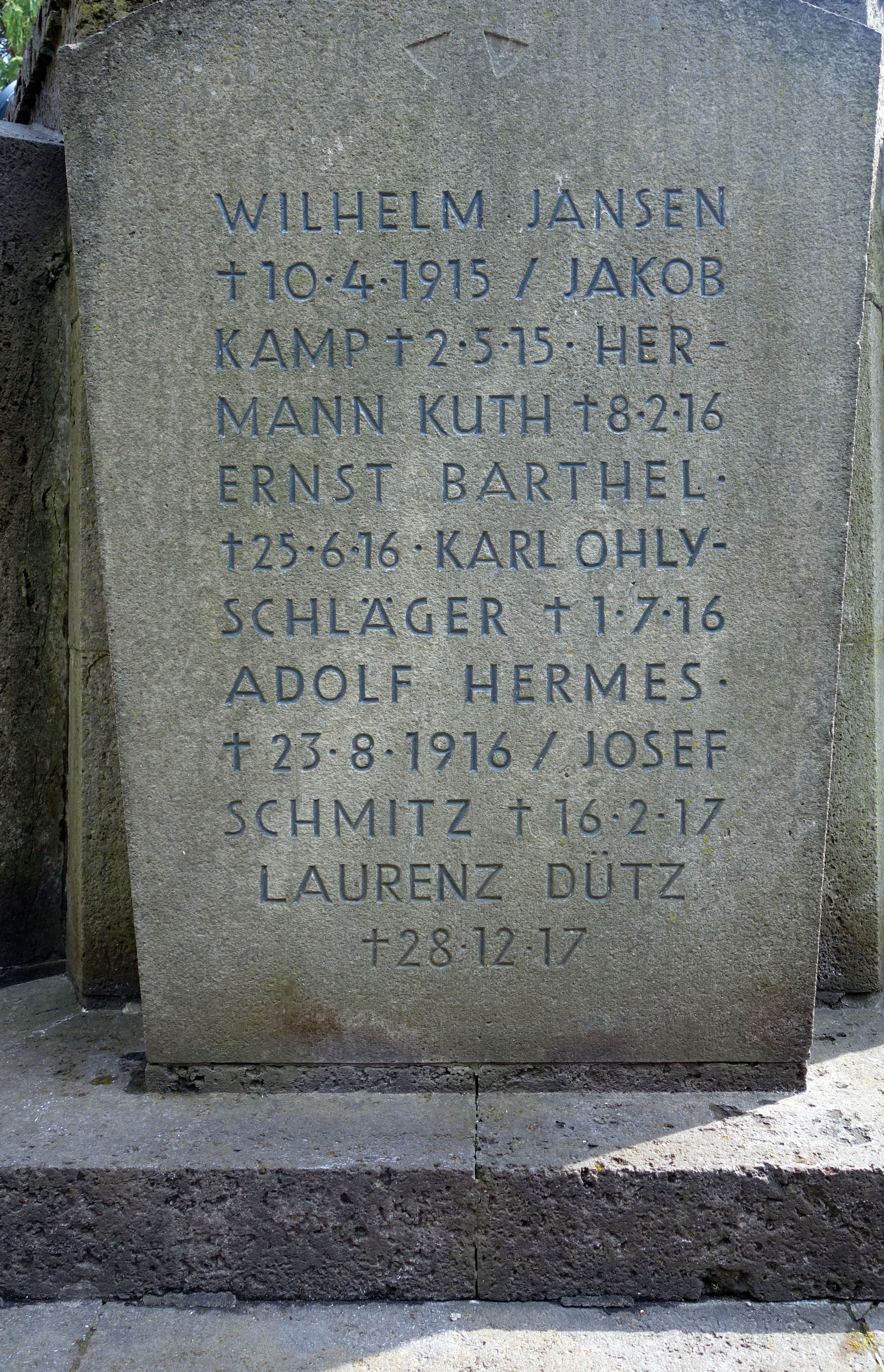
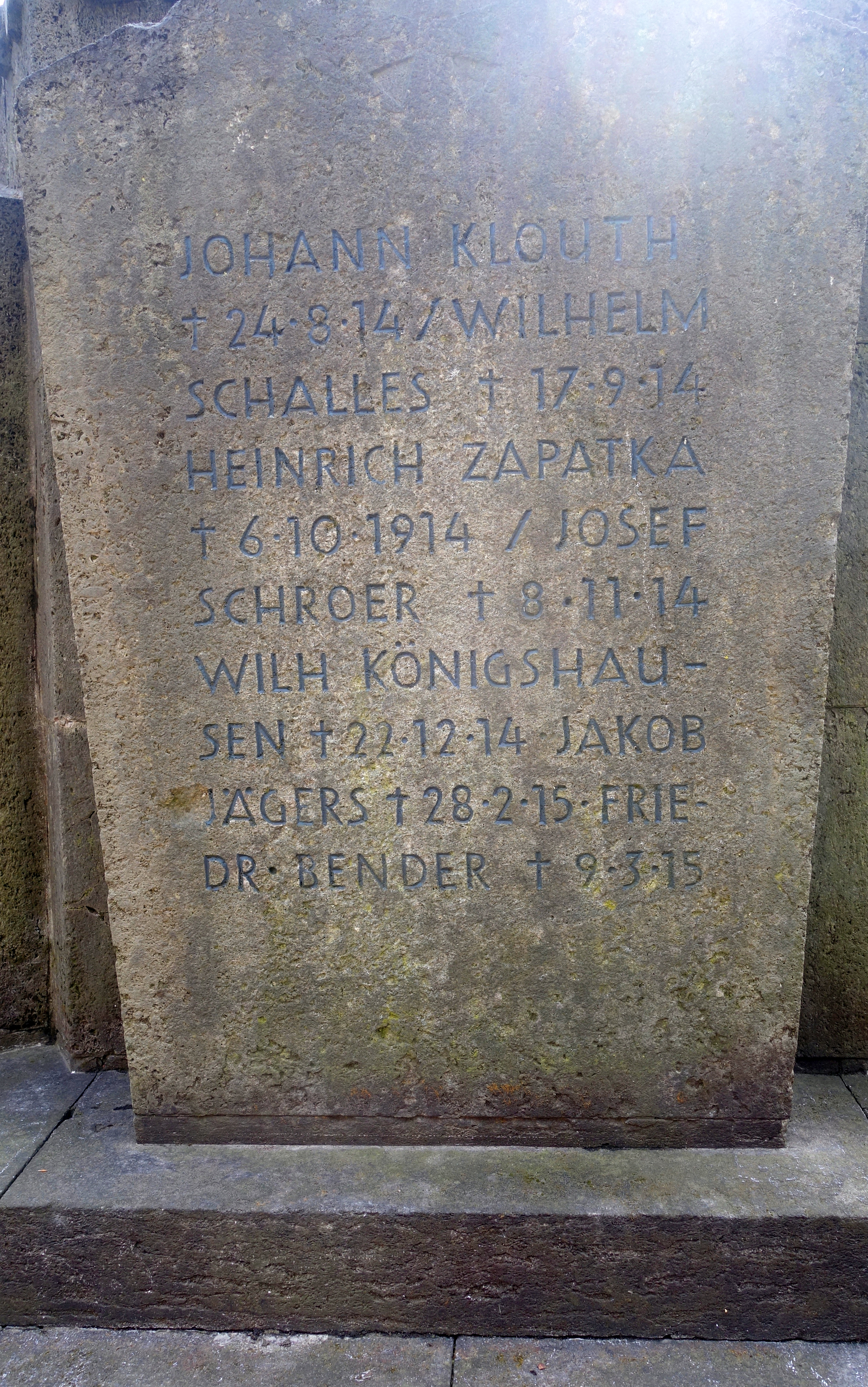
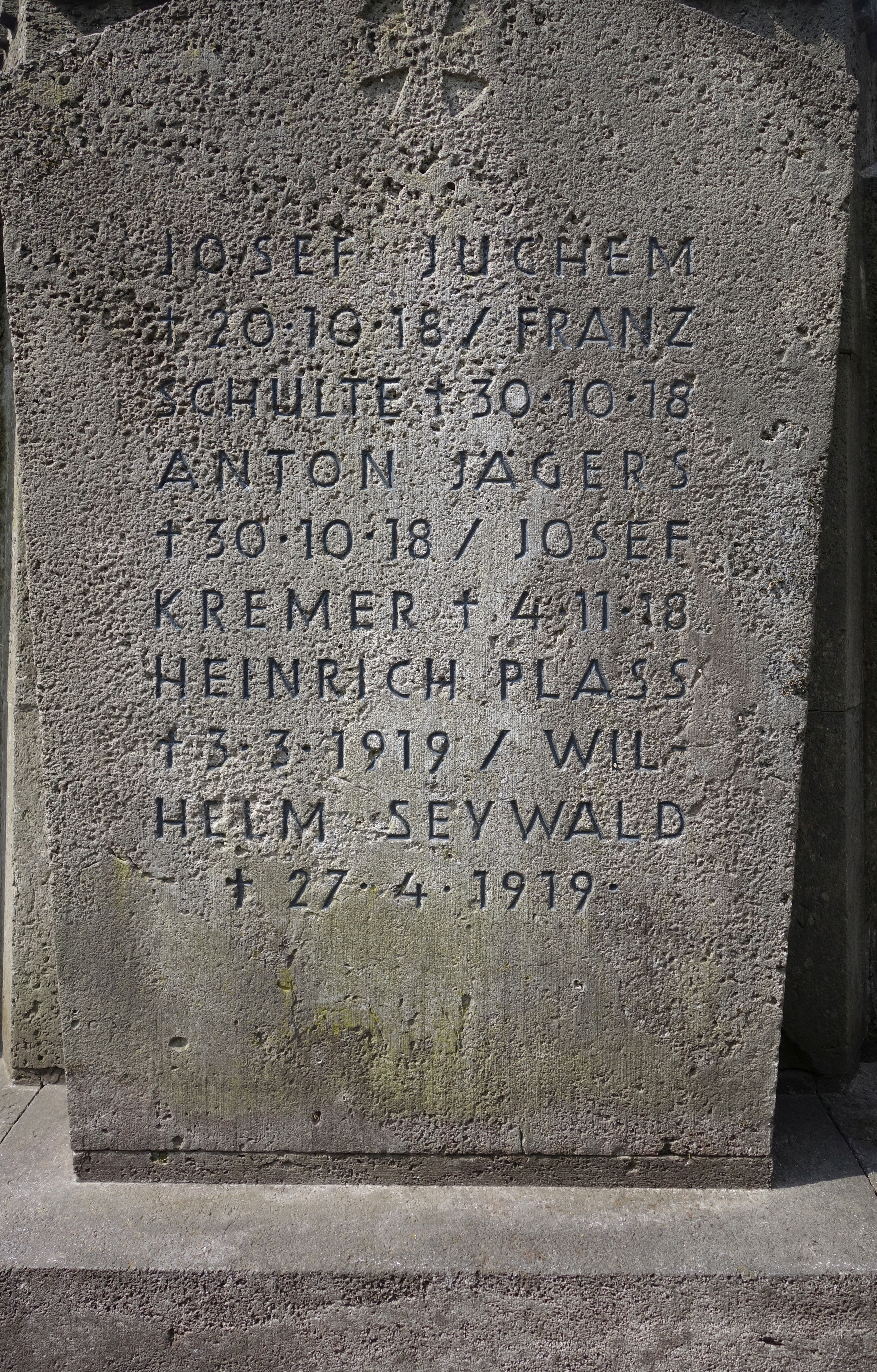
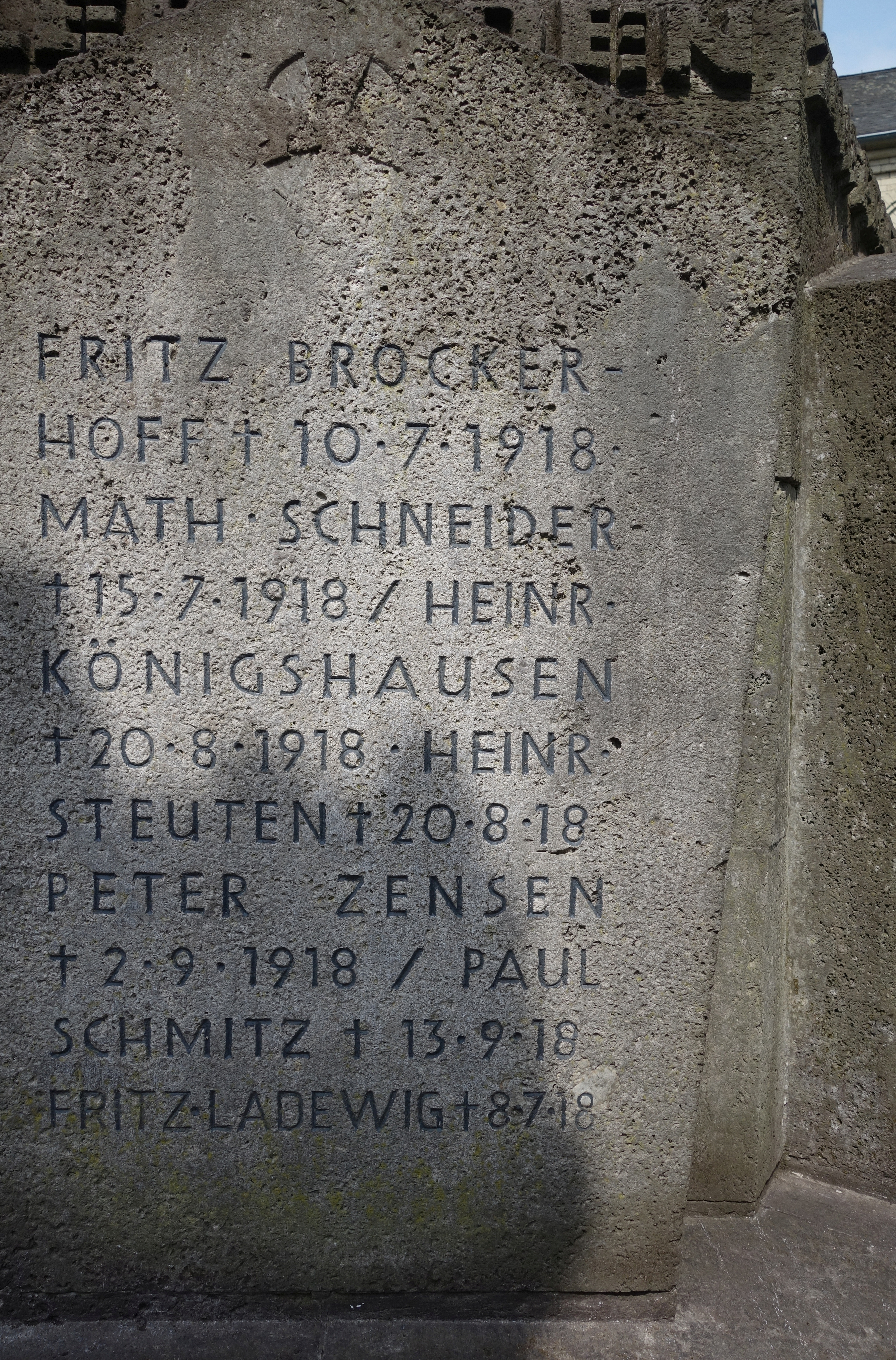
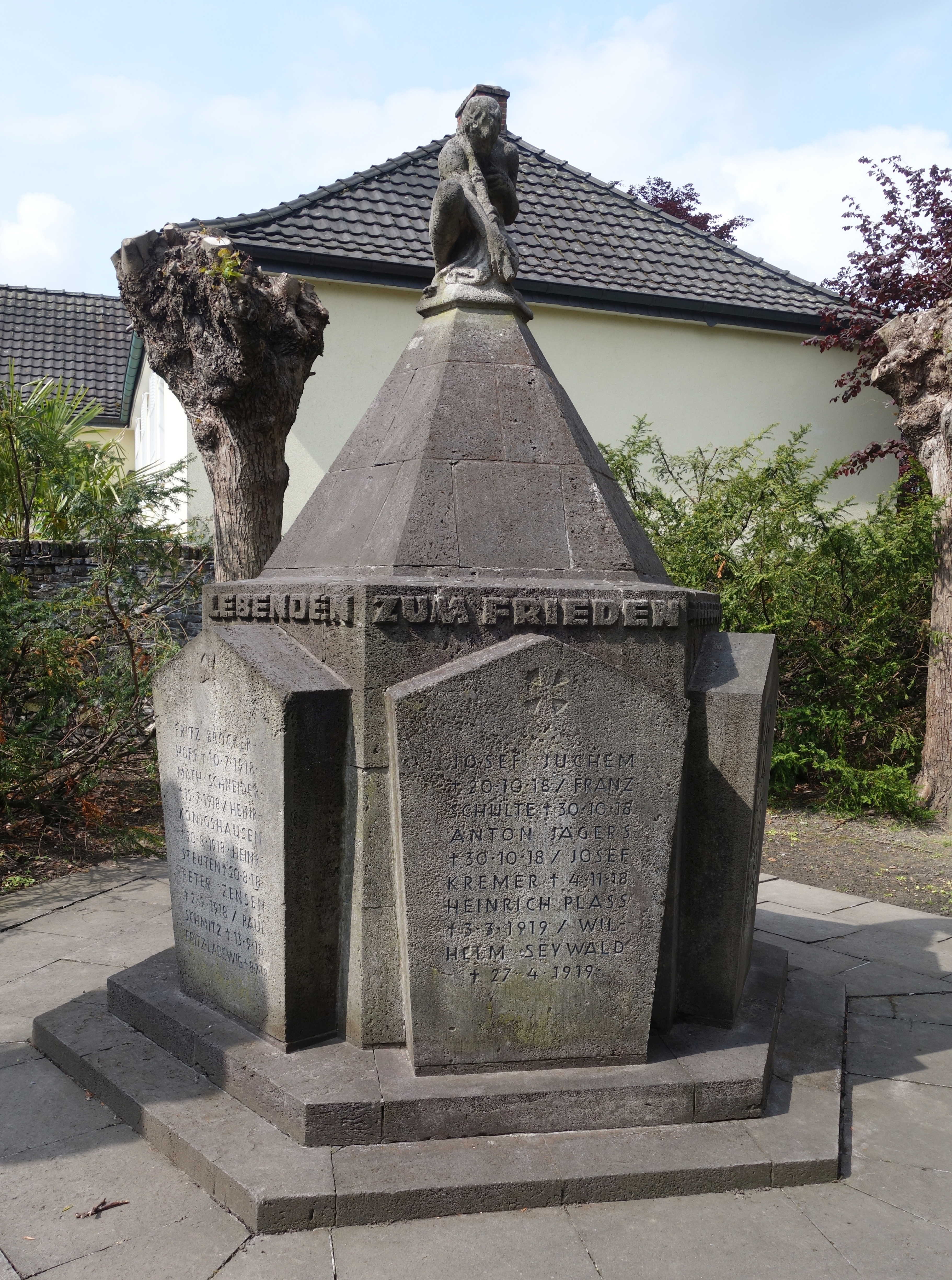